# Вильгельм, Брюс
Брюс Вильгельм (род. 13 июля 1945 года, Саннивейл) — бывший тяжелоатлет и стронгмен из США. Двукратный победитель турнира World’s Strongest Man 1977 и 1978 годов, автор многочисленных статей и книг по тяжёлой атлетике. Он был членом исполнительного совета Олимпийского комитета США. Он также 8 лет был членом Консультативного совета спортсменов, Комитета по борьбе с допингом, Комитета спортивной медицины и Комитета по подготовке к Играм.

## Карьера
Во время учёбы во Фримонтской средней школе Вильгельм занимался беговыми видами лёгкой атлетики, и в 1963 году стал чемпионом штата Калифорния по толканию ядра, а также занял второе место в метании диска. Кроме того, он выиграл соревнования по толканию ядра «Golden West Invitational». Он продолжил свою спортивную карьеру в Стэнфордском университете, занимаясь толканием ядра, метанием диска и борьбой. В 1965 году он стал чемпионом Тихоокеанской конференции по вольной борьбе в супертяжёлом весе и закончил сезон непобеждённым с 21 победой. Он занял 4 место в турнире 1966 года по вольной борьбе под эгидой Любительского атлетического союза и в чемпионате по греко-римской борьбе (неограниченная весовая категория).
Через год Вильгельм перешёл в университете штата Оклахома, где в дополнение к толканию ядра был членом университетской команды по борьбе.
Он входил в десятку лидеров США по толканию ядра в 1967 и 1969—1973 годах, на данный момент он занимает 251-е место в рейтинге за всю историю толкания ядра с результатом в 20,12 м, установленным 8 июля 1972 года во время Олимпийского отбора.
Позже Вильгельм стал тяжелоатлетом, и в 1975 и 1976 годы был чемпионом США по тяжёлой атлетике в супертяжёлом весе по версии Любительского атлетического союза. Он завоевал серебряную медаль на Панамериканских играх 1975 в Мехико в весовой категории более 110 кг, и занял пятое место на Олимпийских играх 1976 в Монреале, Квебек, Канада.
Вильгельм выиграл первый в мире турнир World’s Strongest Man в 1977 году и повторил свой успех годом позже. Затем он провёл несколько лет, помогая в организации и судействе последующих турниров.